# Egzekucje w Szczebrze
Egzekucje w Szczebrze – zbiorowe egzekucje przeprowadzane przez okupantów niemieckich we wsi Szczebra w powiecie augustowskim. W latach 1941–1944 rozstrzelanych zostało tam około 8 tysięcy osób.
We wrześniu 1939 Suwalszczyzna stała się obiektem agresji zarówno niemieckiej, jak i radzieckiej. Po wytyczeniu 12 października 1939 linii demarkacyjnej Szczebra została podzielona między Niemcy i Związek Radziecki, zaś granica przebiegała na rzece Blizna . Po ataku Niemiec na ZSRR cała Szczebra została zajęta przez Niemców już 22 czerwca 1941 .
Pierwsze egzekucje zostały przeprowadzone przez Niemców na polach pod lasem w pobliżu Szczebry pod koniec czerwca 1941 . Egzekucje trwały przez cały okres okupacji, jednak najwięcej ofiar zamordowano w latach 1941-1942 . Większość ofiar stanowili jeńcy radzieccy, ofiarami byli także Żydzi i Polacy  z terenu powiatów augustowskiego i suwalskiego.
Podczas pierwszej egzekucji w czerwcu 1941 stracono jeńców radzieckich przetrzymywanych w Suwałkach. Zbrodni dokonała specjalna grupa SS dowodzona przez pułkownika SS i Policji Wernera Fromma. Niemcy najpierw samodzielnie wykopali niewielkie doły, a następnie sprowadzili do ich powiększenia robotników przymusowych. Jeńcy radzieccy (razem z nimi Polacy i Żydzi) zostali przypędzeni z Suwałk w ośmiu stuosobowych grupach. Esesmani rozstrzeliwali ofiary z karabinów maszynowych, ustawiając po kilkanaście osób nad brzegiem rowu. Kolejną partię więźniów przywieziono krytymi samochodami. Ogółem tego dnia stracono około tysiąca osób . Według zeznań świadków dużą grupę ofiar stracono też w lipcu 1942 (około 860 osób). Egzekucje odbywały się także w późniejszym czasie, gdy jednego dnia przywożono ofiary 4–5 samochodami.
W maju 1944, w związku ze zbliżaniem się wojsk radzieckich, Niemcy zacierali ślady egzekucji w Szczebrze w ramach Akcji 1005. Akcją w Szczebrze kierował SS-Hauptsturmführer Waldemar Macholl. W jej trakcie zwłoki rozstrzelanych wydobywane były z dołów przy pomocy więźniów żydowskich, spalane na stosach z użyciem drzewa i ropy naftowej, zaś popiół rozsypywany po okolicznych polach.